# Championnat de Russie de football de deuxième division 1992
Navigation
Édition suivante
La saison 1992 de Pervaïa Liga est la première édition de la deuxième division russe. Elle prend place du 25 avril au 1er novembre 1992.
Cinquante-deux clubs du pays sont divisés en trois zones géographiques (Centre, Est, Ouest) contenant entre seize et dix-huit équipes chacune, où ils s'affrontent à deux reprises, à domicile et à l'extérieur. En fin de saison, les trois derniers de chaque zone (deux pour la zone Est) sont relégués en troisième division, tandis que les vainqueurs de chaque zone sont directement promus en première division.
Les trois vainqueurs de groupes sont le Luch Vladivostok pour le groupe Est, le Kamaz Naberejnye Tchelny pour le groupe Centre et le Jemtchoujina Sotchi pour le groupe Ouest, qui sont tous promus en première division à l'issue de la saison.

## Compétition

### Règlement
Le classement est établi sur le barème de points suivant : deux points pour une victoire, un pour un match nul et aucun pour une défaite. Pour départager les équipes à égalité de points, on utilise les critères suivants :
1. Nombre de matchs gagnés
2. Confrontations directes (points, matchs gagnés, différence de buts, buts marqués, buts marqués à l'extérieur)
3. Différence de buts générale
4. Buts marqués (général)
5. Buts marqués à l'extérieur (général)

### Zone Centre

#### Participants
| Club                     | Classement 1991 (ère soviétique) | Stade                | Capacité théorique |
| ------------------------ | -------------------------------- | -------------------- | ------------------ |
| Lada Togliatti           | 6 (D3, Centre)                   | Stade Torpedo        | 17 000             |
| Torpedo Voljski          | 7 (D3, Centre)                   | Stade central        | 7 000              |
| Sokol Saratov            | 8 (D3, Centre)                   | Stade Lokomotiv      | 15 000             |
| Zénith Ijevsk            | 9 (D3, Centre)                   | Stade central Zénith | 19 100             |
| Kamaz Naberejnye Tchelny | 10 (D3, Centre)                  | Stade Kamaz          | 6 248              |
| Torpedo Riazan           | 12 (D3, Centre)                  | Stade CSK            | 25 000             |
| Zvezda Perm              | 14 (D3, Centre)                  | Stade Zvezda         | 17 000             |
| Gastello Oufa            | 18 (D3, Centre)                  | Stade Stroïtel       |                    |
| Rubin Kazan              | 1 (D4, zone 7)                   | Stade central        | 25 400             |
| Svetotekhnika Saransk    | 2 (D4, zone 5)                   | Stade Svetotekhnika  | 14 000             |
| Metallourg Magnitogorsk  | 2 (D4, zone 7)                   | Stade central        | 10 500             |
| Ouralets Nijni Taguil    | 3 (D4, zone 7)                   | Stade Vysokogorets   | 5 000              |
| Torpedo Miass            | 4 (D4, zone 7)                   | Stade Trud           | 3 000              |
| Atommach Volgodonsk      | 5 (D4, zone 4)                   | Stade Trud           | 6 000              |
| Droujba Iochkar-Ola      | 5 (D4, zone 7)                   | Stade Droujba        | 12 500             |
| Zénith Tcheliabinsk      | 6 (D4, zone 7)                   | Stade central        | 15 000             |
| Dinamo Kirov             | 7 (D4, zone 7)                   | Stade Rossiia        | 2 000              |
| Lada Dimitrovgrad        | Fondation                        | Stade Torpedo        | 18 000             |

#### Classement
| Rang | Équipe                   | Pts | J  | G  | N  | P  | Bp | Bc | Diff |
| ---- | ------------------------ | --- | -- | -- | -- | -- | -- | -- | ---- |
| 1    | Kamaz Naberejnye Tchelny | 55  | 34 | 26 | 3  | 5  | 78 | 19 | +59  |
| 2    | Torpedo Riazan           | 46  | 34 | 19 | 8  | 7  | 55 | 38 | +17  |
| 3    | Zvezda Perm              | 45  | 34 | 18 | 9  | 7  | 59 | 36 | +23  |
| 4    | Torpedo Voljski          | 40  | 34 | 15 | 10 | 9  | 65 | 37 | +28  |
| 5    | Rubin Kazan              | 39  | 34 | 15 | 9  | 10 | 43 | 30 | +13  |
| 6    | Lada Togliatti           | 38  | 34 | 15 | 8  | 11 | 57 | 40 | +17  |
| 7    | Sokol Saratov            | 37  | 34 | 15 | 7  | 12 | 70 | 47 | +23  |
| 8    | Ouralets Nijni Taguil    | 37  | 34 | 12 | 13 | 9  | 41 | 27 | +14  |
| 9    | Torpedo Miass            | 35  | 34 | 14 | 7  | 13 | 42 | 54 | -12  |
| 10   | Zénith Ijevsk            | 34  | 34 | 11 | 12 | 11 | 51 | 47 | +4   |
| 11   | Droujba Iochkar-Ola      | 31  | 34 | 13 | 5  | 16 | 47 | 52 | -5   |
| 12   | Zénith Tcheliabinsk      | 30  | 34 | 10 | 10 | 14 | 44 | 58 | -14  |
| 13   | Svetotekhnika Saransk    | 29  | 34 | 11 | 7  | 16 | 50 | 66 | -16  |
| 14   | Lada Dimitrovgrad        | 28  | 34 | 10 | 8  | 16 | 34 | 62 | -28  |
| 15   | Metallourg Magnitogorsk  | 28  | 34 | 10 | 8  | 16 | 30 | 43 | -13  |
| 16   | Atommach Volgodonsk      | 27  | 34 | 11 | 5  | 18 | 26 | 59 | -33  |
| 17   | Gastello Oufa            | 19  | 34 | 6  | 7  | 21 | 27 | 61 | -34  |
| 18   | Dinamo Kirov             | 14  | 34 | 4  | 6  | 24 | 21 | 64 | -43  |

Promotion en première division
- 1er : promotion

Relégation en troisième division
- 16e à 18e : relégation

#### Meilleurs buteurs
| Rang | Joueur             | Club                     | Buts |
| ---- | ------------------ | ------------------------ | ---- |
| 1    | Oleg Teriokhine    | Sokol Saratov            | 27   |
| 2    | Sergueï Tchesnakas | Lada Togliatti           | 26   |
| 2    | Viktor Pantchenko  | Kamaz Naberejnye Tchelny | 26   |
| 4    | Vladimir Filimonov | Zvezda Perm              | 21   |
| 5    | Dmitri Petrenko    | Torpedo Voljski          | 19   |

### Zone Est

#### Participants
| Club                         | Classement 1991 (ère soviétique) | Stade                 | Capacité théorique |
| ---------------------------- | -------------------------------- | --------------------- | ------------------ |
| Zvezda Irkoutsk              | 6 (D3, Est)                      | Stade Trud            | 16 500             |
| Kouzbass Kemerovo            | 7 (D3, Est)                      | Stade Chaktior        | 4 174              |
| Amour Blagovechtchensk       | 13 (D3, Est)                     | Stade Amour           | 13 500             |
| Dinamo Barnaoul              | 15 (D3, Est)                     | Stade Dinamo          | 16 000             |
| Sakhaline Kholmsk            | 19 (D3, Est)                     | Stade Maïak Sakhalina | 6 000              |
| Lokomotiv Tchita             | 1 (D4, zone 10)                  | Stade Lokomotiv       | 10 200             |
| SKA-Khabarovsk               | 2 (D4, zone 10)                  | Stade Lénine          | 15 200             |
| Irtych Omsk                  | 3 (D4, zone 10)                  | Stade Zvezda          | 18 000             |
| Tchkalovets Novossibirsk     | 4 (D4, zone 10)                  | Stade Spartak         | 12 500             |
| Metallourg Novokouznetsk     | 5 (D4, zone 10)                  | Stade Metallourg      | 8 500              |
| Tom Tomsk                    | 6 (D4, zone 10)                  | Stade Trud            | 10 028             |
| Metallourg Krasnoïarsk       | 7 (D4, zone 10)                  | Stade central         | 22 500             |
| Luch Vladivostok             | 8 (D4, zone 10)                  | Stade Dinamo          | 10 200             |
| Dinamo Iakoutsk              | 10 (D4, zone 10)                 | Stade Touïmaada       | 12 800             |
| Amour Komsomolsk-sur-l'Amour | 11 (D4, zone 10)                 | Stade Avangard        | 16 000             |
| Selenga Oulan-Oude           | 12 (D4, zone 10)                 | Stade central         | 10 000             |

#### Classement
| Rang | Équipe                       | Pts | J  | G  | N  | P  | Bp | Bc | Diff |
| ---- | ---------------------------- | --- | -- | -- | -- | -- | -- | -- | ---- |
| 1    | Luch Vladivostok             | 44  | 30 | 20 | 4  | 6  | 44 | 14 | +30  |
| 2    | Irtych Omsk                  | 42  | 30 | 18 | 6  | 6  | 45 | 25 | +20  |
| 3    | Lokomotiv Tchita             | 39  | 30 | 17 | 5  | 8  | 59 | 36 | +23  |
| 4    | Tchkalovets Novossibirsk     | 36  | 30 | 15 | 6  | 9  | 48 | 38 | +10  |
| 5    | Selenga Oulan-Oude           | 35  | 30 | 14 | 7  | 9  | 43 | 34 | +9   |
| 6    | Zvezda Irkoutsk              | 34  | 30 | 13 | 8  | 9  | 39 | 28 | +11  |
| 7    | Tom Tomsk                    | 32  | 30 | 11 | 10 | 9  | 29 | 24 | +5   |
| 8    | Dinamo Iakoutsk              | 31  | 30 | 13 | 5  | 12 | 41 | 32 | +9   |
| 9    | Metallourg Novokouznetsk     | 27  | 30 | 12 | 3  | 15 | 35 | 40 | -5   |
| 10   | Metallourg Krasnoïarsk       | 26  | 30 | 11 | 4  | 15 | 37 | 41 | -4   |
| 11   | Kouzbass Kemerovo            | 25  | 30 | 11 | 3  | 16 | 48 | 53 | -5   |
| 12   | Dinamo Barnaoul              | 25  | 30 | 10 | 5  | 15 | 26 | 36 | -10  |
| 13   | Sakhaline Ioujno-Sakhalinsk  | 24  | 30 | 9  | 6  | 15 | 35 | 49 | -14  |
| 14   | SKA-Khabarovsk               | 23  | 30 | 9  | 5  | 16 | 32 | 44 | -12  |
| 15   | Amour Blagovechtchensk       | 21  | 30 | 7  | 7  | 16 | 28 | 58 | -30  |
| 16   | Amour Komsomolsk-sur-l'Amour | 16  | 30 | 4  | 8  | 18 | 16 | 49 | -33  |

Promotion en première division
- 1er : promu

Relégation en troisième division
- 15e et 16e : relégation

#### Meilleurs buteurs
| Rang | Joueur                 | Club              | Buts |
| ---- | ---------------------- | ----------------- | ---- |
| 1    | Viatcheslav Kartachov  | Irtych Omsk       | 19   |
| 2    | Vladimir Misioutchenko | Dinamo Iakoutsk   | 13   |
| 2    | Vladislav Iarkine      | Kouzbass Kemerovo | 13   |
| 4    | Aleksandr Alfiorov     | Zvezda Irkoutsk   | 12   |

### Zone Ouest

#### Participants
| Club                       | Classement 1991 (ère soviétique) | Stade                 | Capacité théorique |
| -------------------------- | -------------------------------- | --------------------- | ------------------ |
| Torpedo Vladimir           | 3 (D3, Centre)                   | Stade Torpedo         | 19 700             |
| Metallourg Lipetsk         | 4 (D3, Centre)                   | Stade Metallourg      | 14 940             |
| Terek Grozny               | 5 (D3, Centre)                   | Stade Ouvaïs Akhtaïev | 15 000             |
| Torpedo Taganrog           | 6 (D3, Ouest)                    | Stade Torpedo         | 5 000              |
| Spartak Naltchik           | 8 (D3, Ouest)                    | Stade Spartak         | 14 149             |
| Tchernomorets Novorossiisk | 13 (D3, Centre)                  | Stade Trud            | 12 500             |
| Droujba Maïkop             | 15 (D3, Centre)                  | Stade Iounost         | 16 000             |
| APK Azov                   | 16 (D3, Centre)                  | Stade Donpressmach    |                    |
| Nart Tcherkessk            | 17 (D3, Centre)                  | Stade Nart            | 10 000             |
| Dinamo Saint-Pétersbourg   | 20 (D3, Centre)                  | Stade Avtomobilist    |                    |
| Jemtchoujina Sotchi        | 1 (D4, zone 4)                   | Stade central         | 10 200             |
| Spartak Anapa              | 1 (D4, zone 5)                   | Stade Spartak         | 7 500              |
| Volga Tver                 | 1 (D4, zone 6)                   | Stade Khimik          | 7 698              |
| Ouralan Elista             | 2 (D4, zone 4)                   | Stade Ouralan         | 10 300             |
| Tekstilchtchik Ivanovo     | 2 (D4, zone 6)                   | Stade Tekstilchtchik  | 9 565              |
| Asmaral Kislovodsk         | 3 (D4, zone 4)                   | Stade Ioug-Sport      | 6 000              |
| Energomach Belgorod        | 4 (D4, zone 5)                   | Stade Energomach      | 11 456             |
| Dinamo Vologda             | 4 (D4, zone 6)                   | Stade Dinamo          | 10 000             |

#### Classement
| Rang | Équipe                     | Pts | J  | G  | N  | P  | Bp | Bc | Diff |
| ---- | -------------------------- | --- | -- | -- | -- | -- | -- | -- | ---- |
| 1    | Jemtchoujina Sotchi        | 53  | 34 | 24 | 5  | 5  | 84 | 40 | +44  |
| 2    | Ouralan Elista             | 43  | 34 | 19 | 5  | 10 | 65 | 49 | +16  |
| 3    | Tchernomorets Novorossiisk | 43  | 34 | 18 | 7  | 9  | 63 | 35 | +28  |
| 4    | Droujba Maïkop             | 42  | 34 | 17 | 8  | 9  | 57 | 42 | +15  |
| 5    | Terek Grozny               | 41  | 34 | 18 | 5  | 11 | 63 | 43 | +20  |
| 6    | Dinamo Vologda             | 37  | 34 | 15 | 7  | 12 | 51 | 43 | +8   |
| 7    | Metallourg Lipetsk         | 36  | 34 | 14 | 8  | 12 | 49 | 41 | +8   |
| 8    | Spartak Naltchik           | 35  | 34 | 16 | 3  | 15 | 58 | 47 | +11  |
| 9    | Spartak Anapa              | 35  | 34 | 14 | 7  | 13 | 49 | 47 | +2   |
| 10   | Torpedo Vladimir           | 33  | 34 | 12 | 9  | 13 | 53 | 53 | 0    |
| 11   | Asmaral Kislovodsk         | 31  | 34 | 12 | 7  | 15 | 37 | 50 | -13  |
| 12   | Torpedo Taganrog           | 30  | 34 | 12 | 6  | 16 | 47 | 39 | +8   |
| 13   | Nart Tcherkessk            | 30  | 34 | 11 | 8  | 15 | 37 | 55 | -18  |
| 14   | APK Azov                   | 28  | 34 | 11 | 6  | 17 | 37 | 60 | -23  |
| 15   | Tekstilchtchik Ivanovo     | 28  | 34 | 10 | 8  | 16 | 58 | 57 | +1   |
| 16   | Energomach Belgorod        | 27  | 34 | 8  | 11 | 15 | 44 | 68 | -24  |
| 17   | Dinamo Saint-Pétersbourg   | 21  | 34 | 6  | 9  | 19 | 36 | 65 | -29  |
| 18   | Volga Tver                 | 19  | 34 | 7  | 5  | 22 | 31 | 85 | -54  |

Promotion en première division
- 1er : promotion

Relégation en troisième division
- 16e à 18e : relégation

#### Meilleurs buteurs
| Rang | Joueur            | Club                | Buts |
| ---- | ----------------- | ------------------- | ---- |
| 1    | Gocha Gogrichiani | Jemtchoujina Sotchi | 26   |
| 2    | Edouard Kougotov  | Spartak Naltchik    | 19   |
| 3    | Nikolaï Soukhov   | Torpedo Vladimir    | 17   |
| 4    | Konstantin Kamnev | Terek Grozny        | 16   |
| 5    | Artur Chamrine    | Metallourg Lipetsk  | 14   |